# Merle-Leignec
Merle-Leignec este o comună în departamentul Loire din sud-estul Franței. În 2009 avea o populație de 303 de locuitori.

## Evoluția populației
| An        | 1975 | 1982 | 1990 | 1999 | 2006 | 2009 |
| --------- | ---- | ---- | ---- | ---- | ---- | ---- |
| Populație | 216  | 223  | 233  | 235  | 296  | 303  |